# Leptochoeridae
I leptocheridi (Leptochoeridae) sono una famiglia di mammiferi artiodattili estinti. Vissero tra l'Eocene superiore e l'Oligocene superiore (circa 36 - 25 milioni di anni fa) e i loro resti fossili sono stati ritrovati in Nordamerica.

## Descrizione
Questi animali erano piuttosto simili ai traguli attuali, e anche le dimensioni erano piuttosto simili. Il cranio era allungato, in particolare la regione del muso; le orbite erano grandi e situate in una posizione arretrata, nei pressi del tetto cranico. I molari superiori erano molto primitivi, dal contorno triangolare arrotondato, allungati lungo il lato linguale e di struttura tritubercolare. I premolari erano robusti, altamente differenziati, taglienti e trituranti. La dentatura anteriore, invece, era debole, ed era presente un lungo diastema. I molari inferiori erano quadritubercolati, corti e dotati di un entoconide ridotto; i tubercoli anteriori erano molto più alti di quelli posteriori. 

## Classificazione
La famiglia Leptochoeridae venne istituita da Othniel Charles Marsh nel 1894, ma la classificazione di questa famiglia è stata enigmatica per molto tempo. Lo stesso Marsh attribuì la prima mandibola conosciuta del genere Leptochoerus a un primate (Laopithecus), ritenuto vicino a Notharctus. Alcuni studiosi ritennero che i leptocheridi, a causa della taglia piccola e di alcune caratteristiche dentarie, fossero vicini ai Dichobunidae dell'Europa e dell'Asia; al contrario di questi ultimi, tuttavia, i leptocheridi erano dotati del primo molare più grande dei successivi molari. Tra i leptocheridi più noti si ricordano il genere eponimo Leptochoerus e Stibarus, il cui cranio ben conosciuto venne descritto da Scott. 

### Filogenesi
Il seguente cladogramma è tratto da Mikko's Phylogeny Archive (http://www.helsinki.fi/~mhaaramo/metazoa/deuterostoma/chordata/synapsida/eutheria/artiodactyla/dichobunoidea/leptochoeridae.html): 
```
 
Leptochoeridae
 Marsh, 1894 
        |?- †“Diacodexis” 
woltonensis
 Krishtalka & Stucky, 1985
        |--+-- †
Laredochoerus edwardsi
 Westgate, 1994
        |  `--o †
Leptochoerus
 Leidy, 1856 [incl. 
Laopithecus
 Marsh, 1875]
        |     |-- †
L. spectabilis
 Leidy, 1856
        |     |-- †
L. elegans
 (Macdonald, 1955)
        |     |-- †
L. supremus
 (Macdonald, 1955)
        |     |-- †
L. emilyae
 Edwards, 1976
        |     `-- †
L.
 sp.
        `--+-- †
Ibarus ignotus
 Storer, 1984
           `--o †
Stibarus
 Cope, 1873 [incl. Menotherium Cope, 1873; Nanochoerus MacDonald, 1955]
              |-- †
S. obtusilobus
 Cope, 1873
              |-- †
S. quadricuspis
 (Hatcher, 1901)
              |-- ?†
S. montanus
 Matthew, 1903
              `-- †
S. yoderensis
 Macdonald, 1955
```